# Lamoria
Lamoria is een geslacht van vlinders van de familie snuitmotten (Pyralidae), uit de onderfamilie Galleriinae.

## Soorten
- L. adaptella (Walker, 1863)
- L. anella - Witvlekhommelmot (Denis & Schiffermüller, 1775)
- L. attamasca Whalley, 1964
- L. baea West, 1931
- L. brevinaevella Zerny, 1934
- L. cafrella (Ragonot, 1888)
- L. clathrella (Ragonot, 1888)
- L. eumeces (Turner, 1913)
- L. exiguata Whalley, 1964
- L. glaucalis Caradja, 1925
- L. hemi Rose, 1981
- L. idiolepida Turner, 1922
- L. imbella (Walker, 1864)
- L. infumatella Hampson, 1898
- L. inostentalis Walker, 1863
- L. jordanis Ragonot, 1901
- L. medianalis Hampson, 1917
- L. melanophlebia Ragonot, 1888
- L. oenochroa (Turner, 1905)
- L. pachylepidella Hampson, 1901
- L. pallens Whalley, 1964
- L. peridiota Turner, 1922
- L. planalis Walker, 1863
- L. ruficostella Ragonot, 1888
- L. surrufa Whalley, 1964
- L. virescens Hampson, 1898